# Aurelio Pascuttini
Aurelio José Pascuttini (Rosario, 19 marzo 1944) è un allenatore di calcio ed ex calciatore argentino, di ruolo difensore.

## Carriera

### Club
Esordisce nel Rosario Central guidato da Manuel Giúdice in una sfida di campionato contro il Lanús (4-1); a Rosario vince il primo campionato argentino nella storia del club nel 1971, formando una solida coppia difensiva con Alberto Fanesi. Nel 1973 il Rosario Central è nuovamente campione d'Argentina: questa volta Pascuttini forma la coppia difensiva assieme a Daniel Killer. È il secondo giocatore con il maggior numero di presenze nella storia del Rosario Central dietro al Negro González. Nel 1977 si trasferisce all'América de Cali guidata in quel momento dal connazionale Adolfo Pedernera. Due anni dopo, si laurea campione di Colombia da capitano.
Nel 1982 fu organizzato un quadrangolare in memoria dell'appena scomparso Osvaldo Zubeldía. Dopo il torneo, Pascuttini si ritirò dal calcio giocato.

### Nazionale
Ha giocato da titolare tutte le sei partite del Sudamericano Under-19 1964. Il 17 dicembre 1968 debutta in Nazionale contro la Polonia, amichevole vinta 1-0.

### Allenatore
Nel 1984 si siede sulla panchina del Rosario Central, successivamente diviene il coordinatore tecnico delle selezioni giovanili di Vélez Sarsfield, Estudiantes (LP), Lanús e dei messicani del Toluca, dove nel 1995 è promosso a tecnico della prima squadra. Nel 2008 è nominato coordinatore generale delle giovanili del Rosario Central, ruolo che abbandona quattro anni più tardi, dopo esser stato nominato, nel 2011, migliore nel suo ruolo dall'Associazione Argentina degli Allenatori.

## Palmarès

### Giocatore
- Campionato argentino: 2

Rosario Central: Nacional 1971, Nacional 1973
- Campionato colombiano: 1

América Cali: 1979